# キーウ・ジュリャーヌィ国際空港
ジュリャーヌィ国際空港（ジュリャーヌィこくさいくうこう、ウクライナ語: Міжнародний аеропорт „Київ” (Жуляни)ミジュナロードヌィイ・アエロポールト・クィーイィヴ・ジュリャーヌィ；英語:Zhulyany International Airport）は、ウクライナの首都キーウ市内のジュリャーヌィ地区にある国際空港である。キーウ（キエフ）国際空港とも呼ばれる。敷地面積は265 km2。

## 概要
ジュリャーヌィ国際空港は、唯一キーウ市内に存在する空港である。この空港は「キーウ国際空港」として長い歴史を持っているが、1960年代により大きなボルィースピリ国際空港が建設されると、本家のキーウ空港のほうは設備も悪い一地方空港となってしまった。もっとも、当時のウクライナはソ連内の一構成共和国に過ぎず、ボルィースピリ空港も単に新しい地方の玄関口というだけの存在であった。新しい空港の整備に伴い古いキーウ国際空港は地区名を取って「ジュリャーヌィ国際空港」などと呼ばれるようになった。

### 歴史
ウクライナはロシア帝国時代から航空産業が発展した地域で、その文化的・政治的中心であるキーウでも多くの「飛行実験」が行われていた。その際には、ブレスト＝リトウスク街道のような幅の広い直線道路が滑走路として使用されたりもした。この時期もっとも有名なのは、「キーエフスキイ」と名付けられたイリヤー・ムーロメツの1機が、キーウとサンクトペテルブルク間を長距離飛行したことである。
その後、キーウはロシア内戦の期間中に赤軍などによる破壊を受けたが、戦後次第に再生を遂げ、1923年には戦後最初と言われる空港がキーウに完成した。翌1924年には、最初の定期便がキーウとハルキウ間を結んだ。だが、キーウ空港は軍用に転用されてしまった。その後の大祖国戦争においてキーウは再びドイツ軍の侵攻と破壊を受けた。一方、空港には1941年から1942年の間に新しいターミナルビルが建設された。この建物は、現在でも基本は同じものが使用されている。
1945年にはジュリャーヌィ軍用飛行場は民間用にウクライナ政府に引き渡され、1200 mに延長された。名称も正式に「キーウ空港」(または「キーウ・ジュリャーヌィ空港)となった。ターミナルビルを含む設備は1950年代を通じて近代化されていき、次第にウクライナの顔として相応しいものとなっていった。なお、ターミナルビルは1950年代には、キーウ・ジュリャーヌィ空港では主としてLi-2やIl-12、Il-14のような中型機が運航されていた。また、軍用機としてソ連空軍機の運用も行われており、1950年代末の時点でジュリャーヌィ空港では第86飛行隊のIl-12やLi-2のような双発中型機、スヴャトーシン地区にあるスヴャトーシノ空港では第92飛行隊のAn-2やPo-2、スーペル・アエロ45などの小型機、およびMi-2小型ヘリコプターが運用されていた。当時は、キーウ市内に二つの空港があり、使い分けがなされていた。なお、スヴャトーシン地区にはアントノフ設計局が置かれていた。
1960年代になるとキーウの玄関口は隣のボルィースピリ市に新設されたボルィースピリ空港に移り、キーウ市内の空港は発展の道を閉ざされてしまった。スヴャトーシノ空港は、地区の発展とともにその役目を終え、現在はアントノフ科学技術総合の機体がときおり使用する程度となっている。地図にも名称すら載っていない場合が多い。
ソ連時代、キーウ空港は国内線専用の空港として使用されていた。ウクライナの独立後、市内にあって利便性もよいこの空港にも、いくつかの国際便が発着するようになった。それに伴い、名称も「キーウ国際空港」あるいは「ジュリャーヌィ国際空港」と呼ばれるようになった。

### 現況
ジュリャーヌィ国際空港は、近隣を居住区画に囲まれているためこれ以上の拡張の余地を残しておらず、限定的な運航しかできなくなってしまっている。特に、運用できる機種は滑走路の長さの問題から最大離陸重量などに制限を受けており、特別の許可証なしでは運航は許可されない。このため、モスクワ便を含むほとんどの航空便はキーウからはアクセスの極めて悪いボルィースピリ空港の方に発着せざるを得ない状況となっている。そうした中で2011年3月より、格安航空会社であるウィズエアー・ウクライナが運航拠点及び現在発着する全ての路線をボルィースピリ空港から移転し、ジュリャーヌィ国際空港へ新規就航することとなった。
ジュリャーヌィ国際空港に根拠地を置く航空会社は、VIP機やタクシー機を運航する航空事務センター（"Центр ділової авіації"ツェーントル・ヂロヴォーイィ・アヴィアーツィイィ）、ウクライナ国内及び独立国家共同体間の航空便を運航するアエロスタール航空（"Аеростар"アエロスタール）、チャーター便の運航及び航空機の修理も行うARP 410（Авіакомпанія "ARP 410"アヴィアコムパーニヤ・アーエールペー・チョトィールィスタ・デースャチ）、同じくチャーター便を運航するアエロチャールテル（"Аерочартер"アエロチャールテル）がある。
廃止されたウクライナ防空軍の本部もジュリャーヌィ空港に置かれていた。現在も、ウクライナ空軍の基地が置かれており、防空軍時代から引き続き中型輸送機のAn-24、An-26や中型輸送ヘリコプターMi-8の運航がなされている。

## 就航路線
| 航空会社             | 就航地 |
| -------------------- | --- |
| モトール・シーチ航空 | ウージュホロド、ザポリージャ                                                                                            |
| ヤンエアー           | リガ、トビリシ、バトゥミ                                                                                                |
| アゼルバイジャン航空 | バクー |
| ベラヴィア           | ミンスク |
| フライドバイ         | ドバイ |
| ウィズエアー         | ブダペスト、ケルン/ボン、ドルトムント、ハンブルク、メミンゲン、カトヴィツェ、ラルナカ、ロンドン(ルートン)、ヴィリニュス |

## 航空博物館
最近、ウクライナは航空機に関する博物館の整備に力を入れており、ジュリャーヌィ空港の一角に国立航空博物館を設置している。ここには、すでに軍民問わず多くの機種が展示されており、現在もその保有機体を増やしている。珍しい機体としては、アナトラ・サルムソン複葉偵察機やYak-28U、Su-17UM、Mi-24A、Tu-134UBL、Tu-22M0などを保有している。民間機に関しては、一部に原型機やレプリカも含んでいるようである。

## その他
なお、日本のウェブサイト上の航空券予約ページでは、このジュリャーヌィ空港とボルィースピリ空港に関しシソーラスを設けているのが普通である。その場合は、検索欄等に「IEV」と打ち込んでも国際便の発着するボルィースピリ空港をきちんと検索することができる。